# 2015 en climatologie
Cet article présente les faits marquants de l'année 2015 en climatologie.

## Évènements
2015 est la 3e année la plus chaude depuis le début des relevés (1850), a été confirmée comme marquée par une température moyenne de 1,1 °C de plus que  la période préindustrielle 1850-1900 à exæquo avec 2017.
L'année 2015 fut la plus chaude depuis 1880 selon la NOAA et la NASA, dépassant le record précédent de 2014 . Le phénomène El Niño y fut si intense que les météorologues américains l’ont baptisé avec humour « Bruce Lee ».
« Le trou de la couche d'ozone de 2015 a été l'un des plus graves jamais enregistrés en ce qui concerne la superficie maximale, et le déficit intégré et a été particulièrement durable, avec de nombreuses valeurs supérieures aux extrêmes précédents en octobre, novembre et décembre ». Ceci a été ensuite (en 2019) attribué à des conditions très froides en altitude, et aux effets d'aérosols issus de l'éruption du volcan Calbuco (Chili) en avril 2015.